# ざる

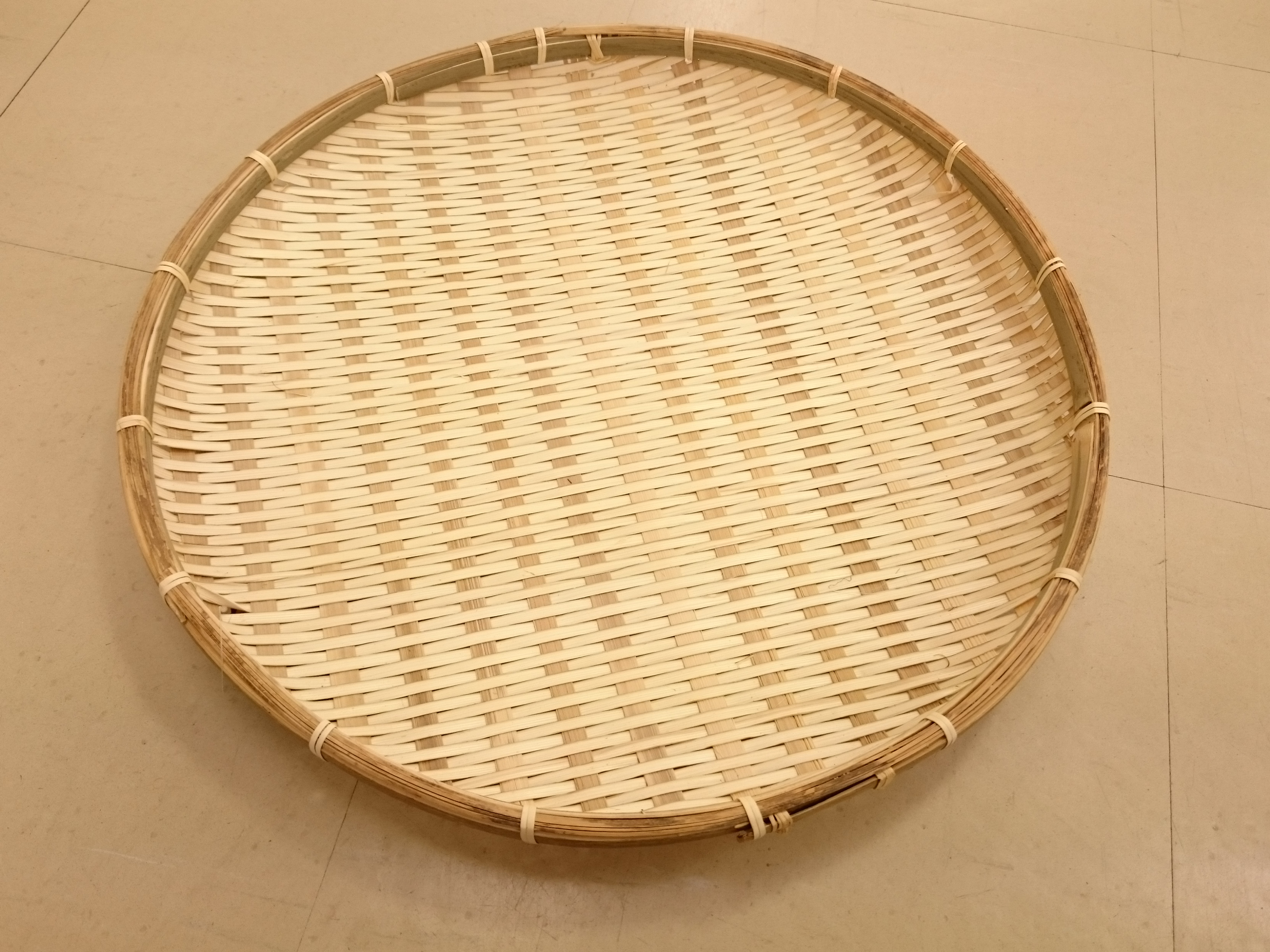
竹製のざる

ざる（笊）とは、竹の薄片やプラスチックなどで編んで、円く、くぼんだ形につくった器のこと。

## 概説
ざるとは、竹の薄片やプラスチックなどで編んで、円く、くぼんだ形につくった器のことである。特許庁の文書では、「食品や食器などの水気を切るのに用いる線状のものを編んだ構造もしくは底部に穴が開けられた構造になっている容器」となっている。
漢字では「笊」と書くが、これは、中国においても同様のものを指し竹で編んだ器を意味する。
材質
元来は竹を細く薄く裂いたものを網状に編んで作られた容器である。日本に古くから伝わる民具としてのざるは竹を編んだものであった。だが、近年は針金を編んだ金属製のもの、合成樹脂製のもの、無数の穴が空いたボウルのようなもの（穴開きボウル、パンチングボウル、パンチボウルともいう）なども多く普及している。大きさ、深さ、形状、網の目の粗さなど非常に多様な種類がある。
籠などとの線引き
なお、同様の道具でも ある程度深いものは籠（かご）と呼ばれる事が多い。ただし厳密な区別があるわけではない。水切りなどの目的で一時的に食材を乗せる用途のものを「ざる」と呼び、保存などの目的で一定期間内容物を入れておくためのものを「かご」と呼ぶとする事もある。このほか類似の器具に、篩（ふるい）があり、用途によって区別される。
日本以外でもパスタの湯切りや野菜の水切り等にコランダー（colander）やストレーナー（strainer）と呼ばれる水切りが使われるが、日本ではこれらも「ざる」と呼ばれることがあり、線引きはやや曖昧である。

### 表記や呼び方の歴史
もともと漢字や中国語に、「笊」や「笊籬(そうり)」という語があり、「笊籬」が日本において「ざる」と転訛したと推察されている。
『倭名類聚抄』では「笊籬」の訓として「むぎすくひ」と記し、麺類をゆでるための竹器だと位置付けている。また室町時代中期の辞書『下学集』には、「笊籬」の音として「そうり」、訓として「いかき」と記述し、「味噌漉也」(みそこしなり。みそこし、である。)と解説している。なお江戸時代より以前の辞書のほとんどが、「笊籬」を「いかき」や「いがき」と読んでいる。
江戸方言が標準的な表現として定着した経緯
江戸時代中期の方言集『物類称呼』には、この種の器を「畿内(きない)及（および）奥州にて、いかき、江戸にて、ざる、西国及出雲(いずも)、石見(いわみ)、加賀、越前(えちぜん)、越後(えちご)にて、せうけと云(いう)」と解説されている。この中から 江戸方言（江戸言葉）の呼び方である「ざる」が標準語の呼び方として残った。
地方によっては馬蹄形をしたざるを「しょうぎ」と呼ぶ。群馬県沼田市には「根利のスズしょうぎ」と呼ばれる伝統工芸（竹細工）が伝わり、うどんや蕎麦などの水切りなどに用いられる。

## 種類、分類
いくつか分類法がある。ひとつには材質に着目して、「竹ざる」（その中でも特に青竹をもちいたものを「青竹ざる」）「ステンレスザル」「プラスチックざる」などと分類する方法がある。
他にも、形状に着目して、盆のような形状のざるを「盆ざる」、深みのある丸い形状のざるを「丸ざる」、亀の甲羅（亀甲）のような形をしたざるを「亀ザル」、四角形のざるを「角ザル」、ざるの「目」（≒ひとつひとつの穴）が大きなざるを「目ざる」、柄（取っ手）がついているざるを「柄ざる」などと分類する方法もある。

## 用途
ざるはは主には料理材料の「水きり」に使われるが、他にも「盛り付け」など さまざまな用途がある。
水分を切る（あるいは、洗う時に食材をまとめ、その後に水を切る）
ひとつの用途は、食材の水洗いをし（野菜を洗ったり、米を磨いだりし）、しかも洗っている最中に食材が散乱したりしないようにとどめ、その後にその水分を切るために用いるというものである（米揚げザルなど）。

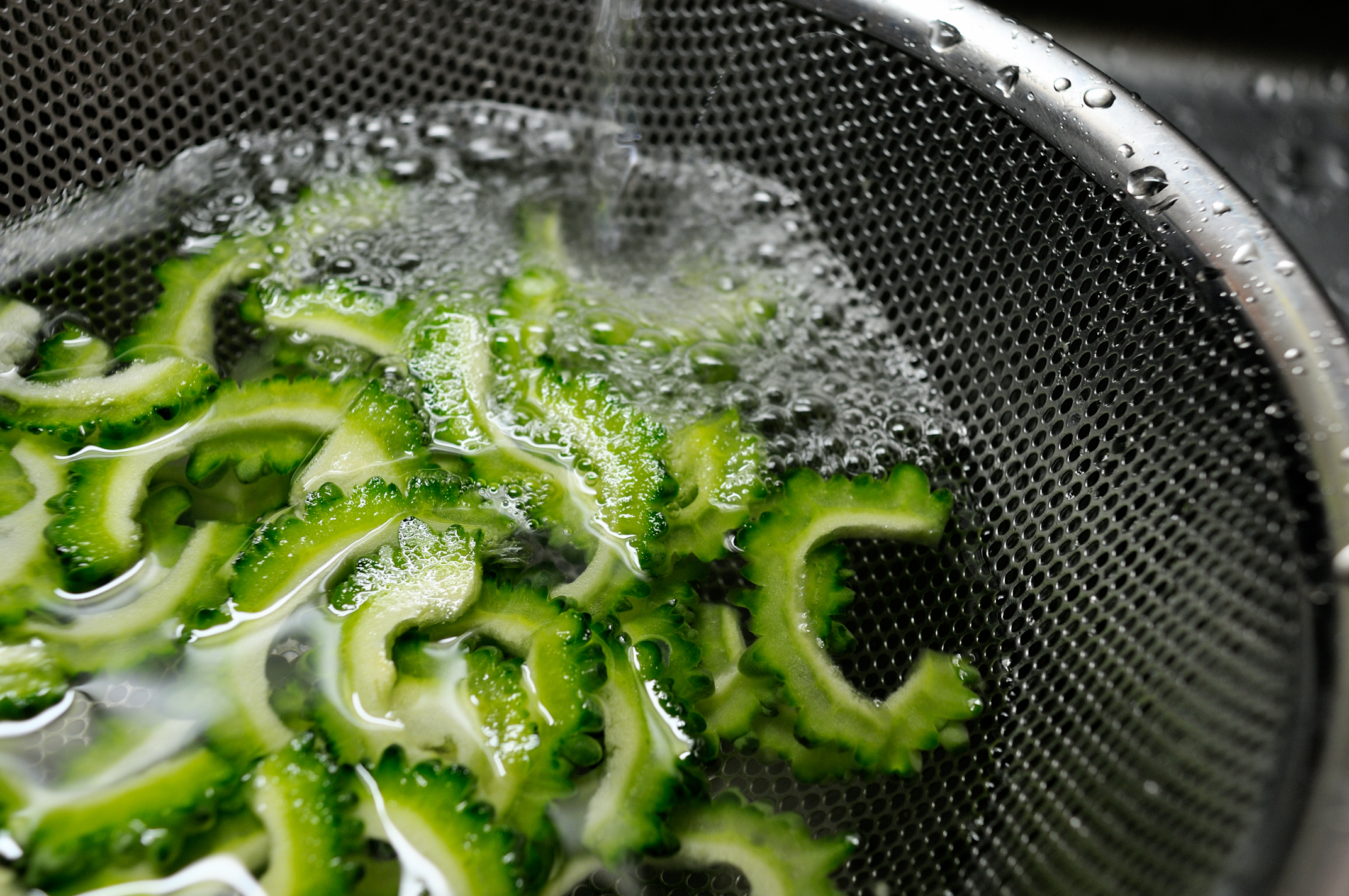
ざるで食材を洗う様子。洗った後はそのまま水きりができる。

なお（基本的にはボウルであるが）その縁の一部分が穴の空いたざる状になっているものもある。これは水を溜めて使う用途と水を切る用途の両方に使える。
湯を切る

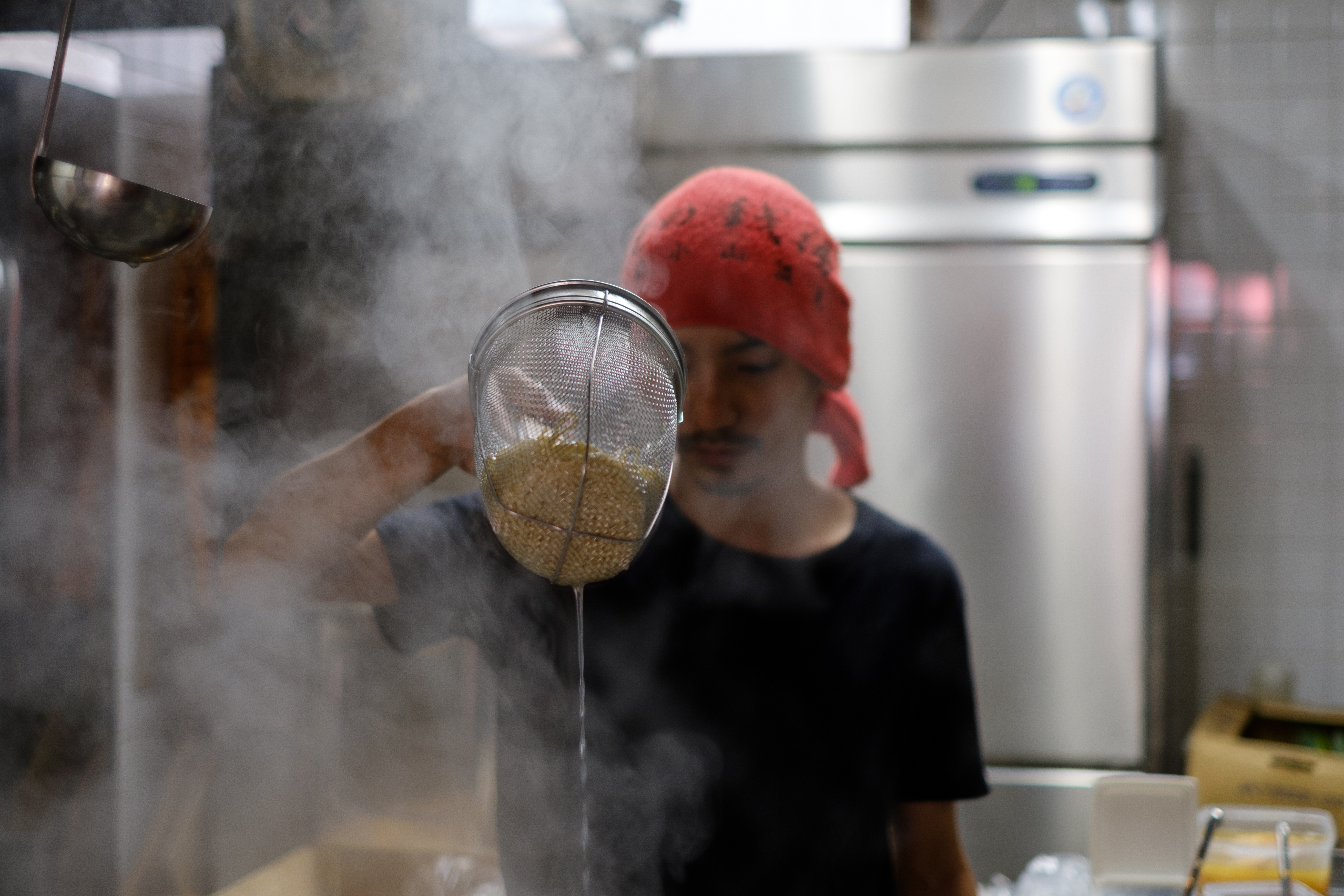
柄付きのざるで行う湯切り

うどんやそばを茹でた後に、うどんやそばの表面の「湯を切る」ために使うこともある。麺をざるに入れたまま湯につけ調理し、その後にざるのまま湯切りをするために使われる場合もある。うどんやそばの調理に使われる湯切り専用の取っ手付きのざるは「水嚢」（すいのう）という。「振りざる」や「揚げざる」とも呼ばれる。讃岐うどんの再調理（および湯切り）などには径が小さく深底の特殊なざるを用いるが、「鉄砲ざる」（略してテボ、てぼざるとも言われる）と呼ばれる。その名の由来は一説に「（うどんの）玉」を入れて（再加熱のために）茹で上げるからと言われている（鉄砲の弾との語呂合わせ）。
干す（ほす）

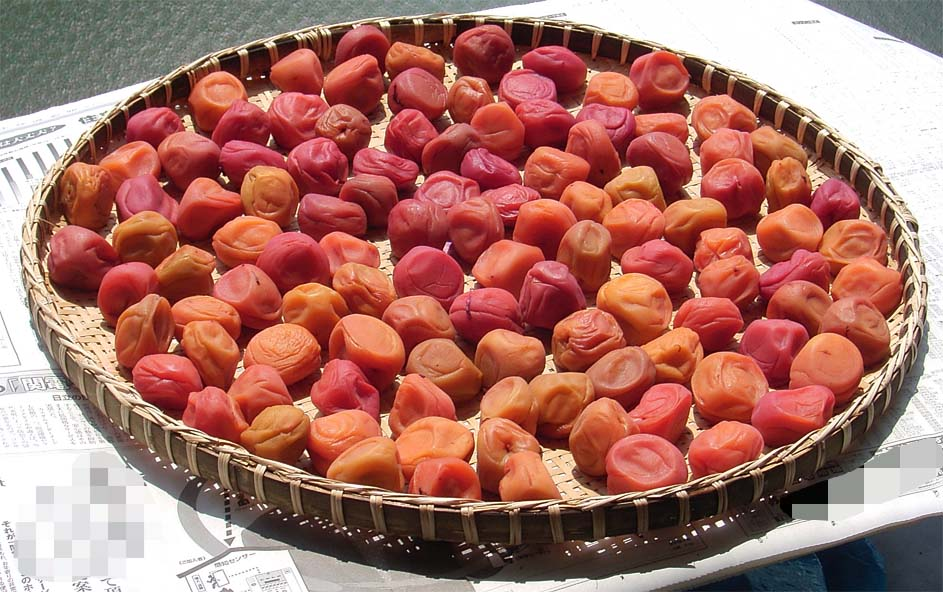
梅干しをつくるのに使われているざる。

食材を日干し（ひぼし）にしたり、陰干し（かげぼし）にしたりするため、いわゆる「干しもの」を作るために使われることもある。たとえば梅干しを作るためにも使われるし、薄くスライスした野菜（かぼちゃ、なす、生姜など）を干して「干し野菜」を作るためにも使われる。
料理を盛り付ける

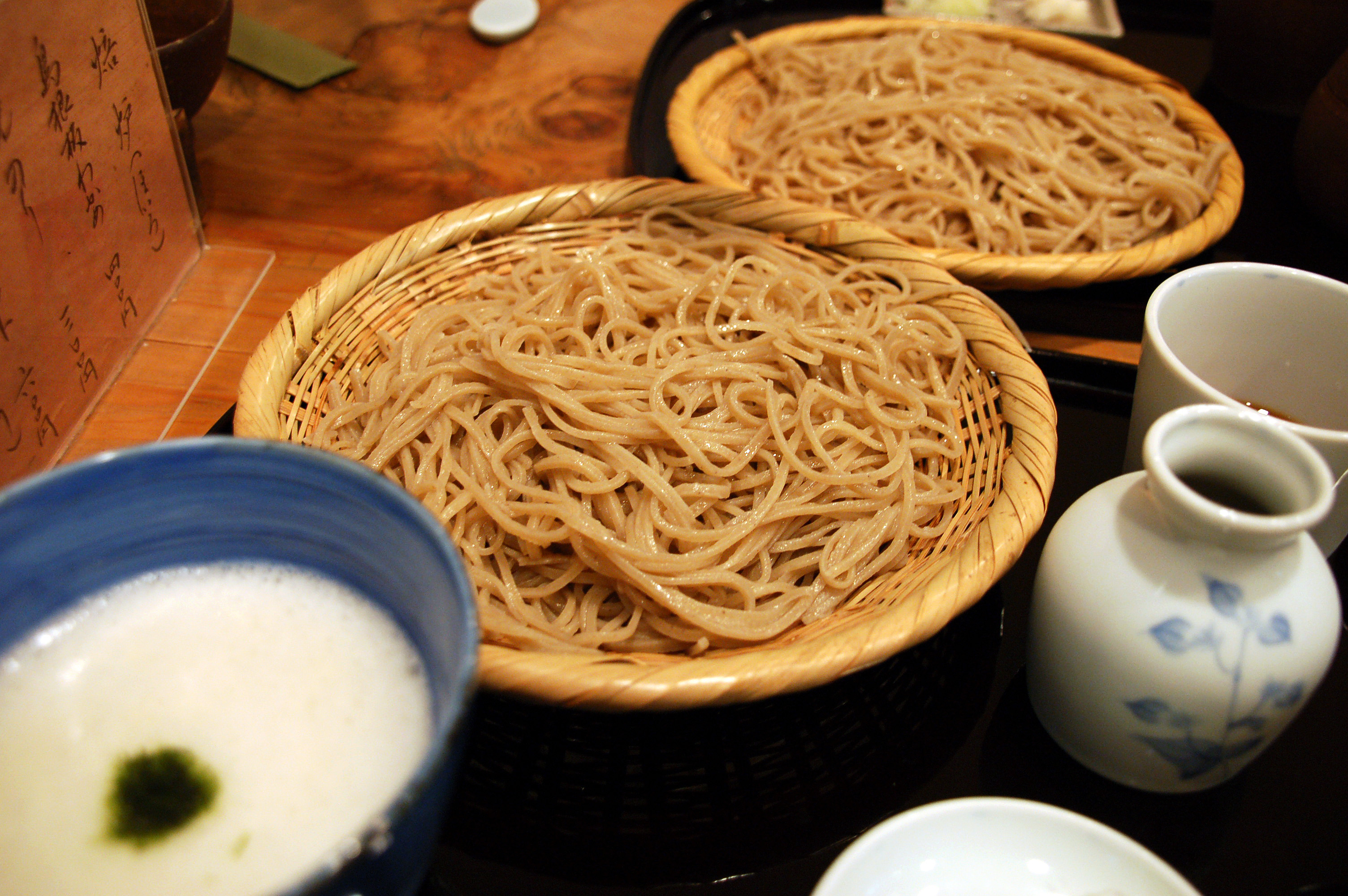
そばを盛るのに使われたざる。こうした提供のされかたをされると、そばは「ざるそば」や「もりそば」となる。

そばやうどんなどを盛りつけ、「ざるそば」「もりそば」「ざるうどん」などとして客に提供するためにも使われる。
品物をまとめる、展示する
商店の店頭で商品を展示、販売するために使われることもある。

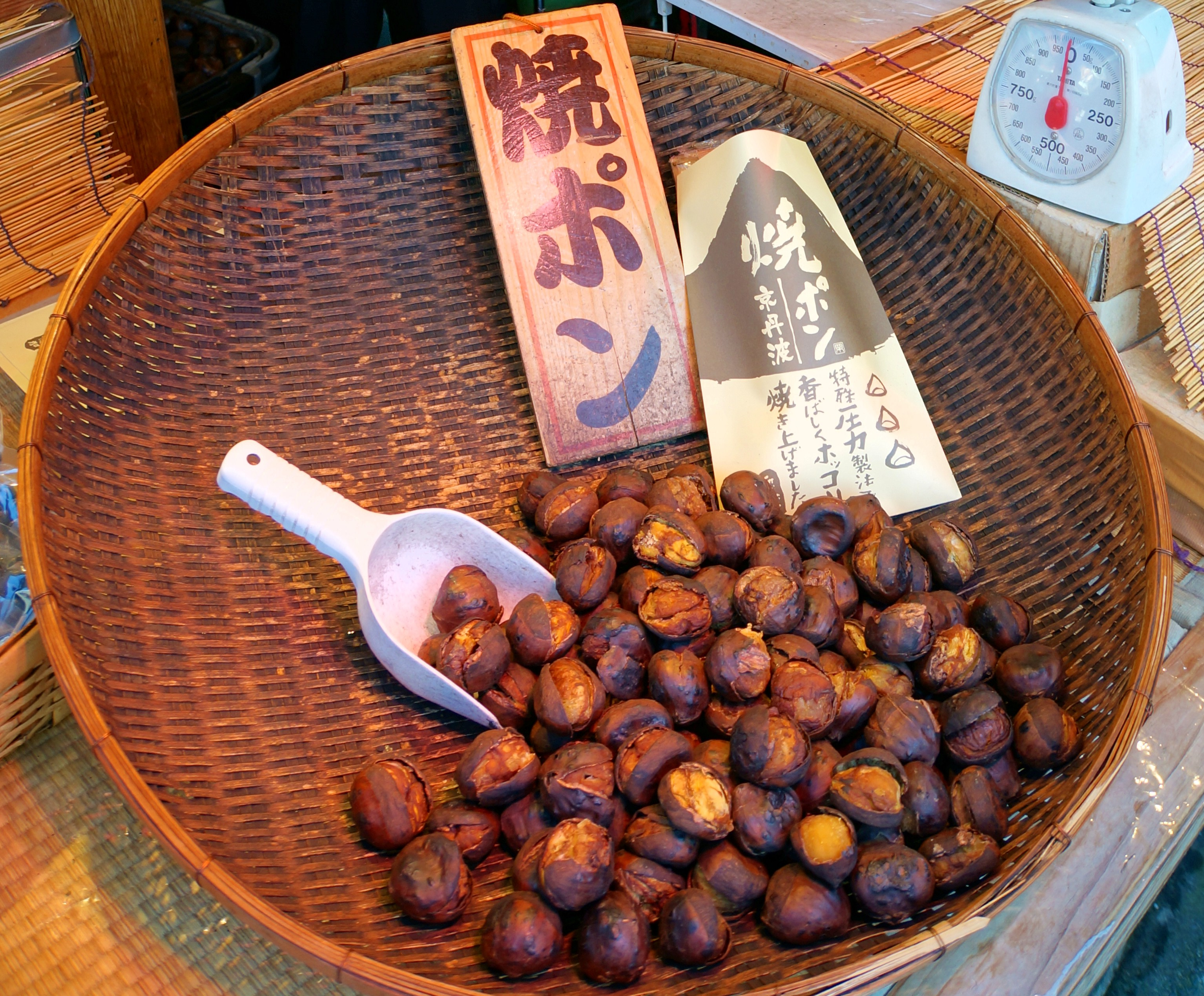
商品の展示

漁具
かつては川魚、ドジョウなどを獲る時の道具（漁具）としてもよく用いられていた。潮干狩りなど、目的のものを砂から分別する場合にも使用される。
農具
また大型のざるは、稲やソバ等穀物の昔ながらの手作業の脱穀に使われてきた。

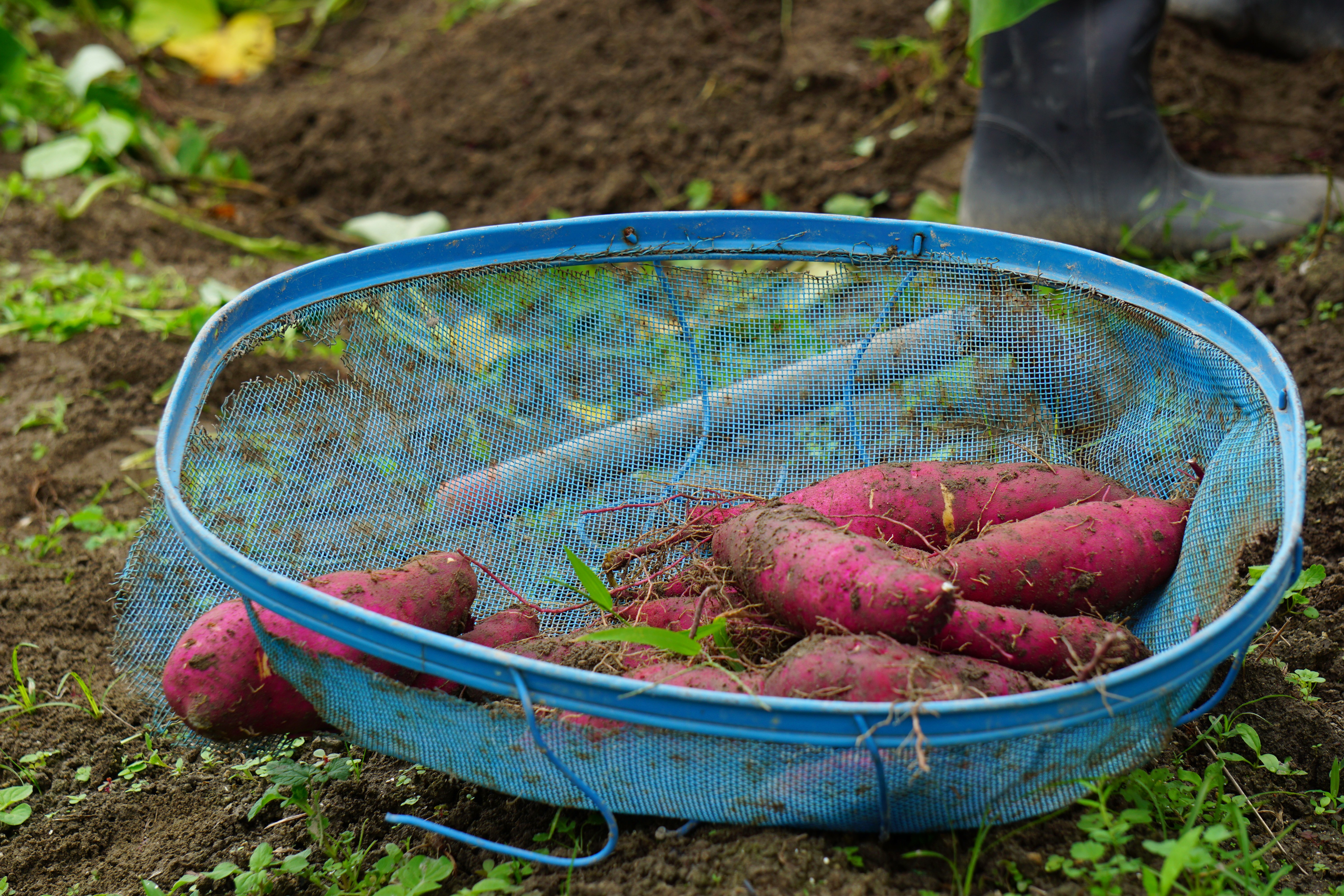
イモの収穫で使われたザル

## ざると文化
- 民謡安来節（どじょうすくい）の踊りの小道具として、魚籠とともにざるが使われる。
- 笊かぶり犬は江戸の郷土玩具。写真
- 落語演目　「米揚げ笊（いかき）／いかき屋」（上方落語）／『ざる屋」（江戸落語）　いかき（笊籬）は関西方面のざるの古い呼び方。富山県では養蚕などに用いるざるをそうけと呼ぶが、屋号や名字として書き表すために「笽」(そうけ)という方言字が八尾町で作られ、使用されている。

### 比喩
ざるは大きなものは通さないが液体や細かなものは通してしまうことより、チェックなどが甘いことを「ざるのような」と表現することがある。
- 法律があるにもかかわらず、その規定に抜け穴・抜け道があるために、取り締まりたい対象がきちんと取り締まれないような場合に、「ざる法」と揶揄される。例として「政治資金規正法」で取り締まれない事案がある時。
- チェックの甘い会計は「ざる会計」と呼ばれる。
- 素人の下手な碁のことを、多くの場合自ら謙遜する文脈で「ざる碁」という。
- 対戦型のスポーツ競技やゲームにおいては、守備力・防御力が劣っているチームや選手などに対する蔑称として用いられる。「ウチのチームは、ゴールキーパーもディフェンスもザルだから……」などと自嘲表現として用いられる場合もある。

また、液体がいくら入ってもあふれることがないことから、大量の酒を飲んでもなかなか酔わない人のことを「ざる」と呼ぶことがある。

### ことわざ・故事成語・いいつたえ
- 笊（ざる）舐めた犬が科かぶる／米食った犬が叩かれず、糠食った犬が叩かれる
  - 大きな罪を犯した者が罰せられず、小さな罪を犯した小者ばかりが罰せられることのたとえ
- 笊をかぶると背が伸びない／笊をかぶるとものもらいができる
- ざるで水をすくう （無駄な努力の意）

「笑」という漢字は、元々は竹冠に犬と書いたものであったとする説がある。その説によれば、犬に竹ざるをかぶせると前がよく見えないためにずるずると後ずさりし、その様が笑いを誘うことが語源であるとする。

## 応用品

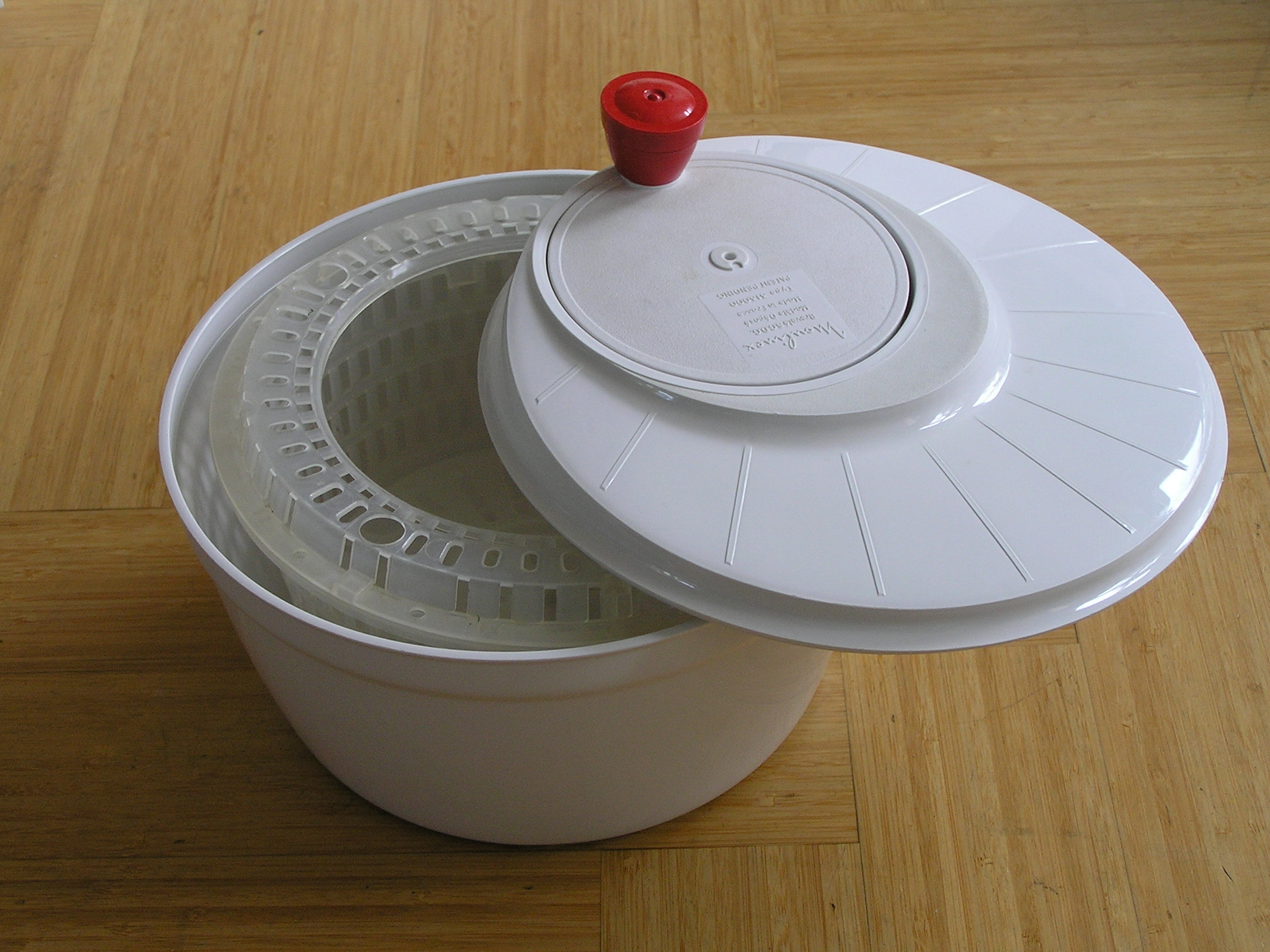
サラダスピナー。切って洗った野菜などを内部のざるに入れ、蓋をして赤いハンドルを回すとざるが回転し、遠心力で水を切る。

サラダ用の野菜の水切りやパスタ類等の湯切り用の製品として、容器の内部に深いざるが収めてあり、これを付属のハンドルと歯車あるいは引き紐によって高速で回転させることにより遠心力を利用して効率的に水切りをするサラダスピナーあるいは野菜水切り器などと呼ばれる「回転式のザル」も市販されている。なお、業務用のものにも遠心力で野菜などの水切りをするものがあるが、大容量であり専用の脱水袋に入れて本体にセットし電動で高速に脱水できる（野菜脱水機）。